# Megalopta sulciventris
Megalopta sulciventris är en biart som beskrevs av Heinrich Friese 1926. Megalopta sulciventris ingår i släktet Megalopta och familjen vägbin. Inga underarter finns listade i Catalogue of Life.